# Мачевање на Летњим олимпијским играма 2012.
Такмичење у мачевању на Олимпијским играма 2012. одржано је од 28. јула до 5. августа у Ексел центру у Лондону. На програму је било десет дисциплина. Међународна мачевалачка федерација је тражила да у такмичење буду укључене још две екипне дисциплине, што Међународни олимпијски комитет није прихватио.

## Резултати

### Мушке дисциплине
| Дисциплине           | Злато                                                                       | Сребро                                                                                    | Бронза                                                                   |  |  |  |
|                      |                                                                             |                                                                                           |                                                                          |  |  |  |
| мач детаљи           | Рубен Лимардо · Венецуела                                                   | Бартош Пјасецки · Норвешка                                                                | Ђунг Ђин-Сун · Јужна Кореја                                              |  |  |  |
| флорет детаљи        | Леј Шенг · Кина                                                             | Алелдин Абулкасем · Египат                                                                | Чој Бјунг-Чул · Јужна Кореја                                             |  |  |  |
| флорет екипно детаљи | Италија · Валерио Аспромонте · Ђорђо Авола · Андреа Балдини · Андреа Касара | Јапан · Сугуру Аваџи · Кента Чида · Рјо Мијаке · Јуки Ота                                 | Немачка · Петер Јопих · Себастијан Бахман · Бенјамин Клајбринк           |  |  |  |
| сабља детаљи         | Арон Силађи · Мађарска                                                      | Дијего Окијуци · Италија                                                                  | Николај Коваљев · Русија                                                 |  |  |  |
| сабља екипно детаљи  | Јужна Кореја · Гу Бон-Гил · Вон Ву-Јунг · Ким Ђунг-Хван · О Еун-Сок         | Румунија · Рареш Думитреску · Тиберију Долничеану · Флорин Заломир · Александру Сирицеану | Италија · Алдо Монтано · Дијего Окијуци · Луиђи Самеле · Луиђи Тарантино |  |  |  |

### Женске дисциплине
| Дисциплине           | Злато                                                                               | Сребро                                                                                | Бронза                                                                             |  |  |  |
|                      |                                                                                     |                                                                                       |                                                                                    |  |  |  |
| мач детаљи           | Јана Шемјакина · Украјина                                                           | Брита Хајдеман · Немачка                                                              | Суен Јуђе · Кина                                                                   |  |  |  |
| флорет детаљи        | Елиза ди Франчиска · Италија                                                        | Аријана Ериго · Италија                                                               | Валентина Вецали · Италија                                                         |  |  |  |
| флорет екипно детаљи | Италија · Аријана Ериго · Елиза ди Франчиска · Иларија Салватори · Валентина Вецали | Русија · Ина Дериглазова · Лариса Колобејникова · Аида Шанајева · Камила Гафурзјанова | Јужна Кореја · Нам Хјун-Хи · Ђон Хи-Сук · Ђунг Гил-Ок · о Ха-На                    |  |  |  |
| сабља детаљи         | Кин Ђи-Јон · Јужна Кореја                                                           | Софија Великаја · Русија                                                              | Олга Харлан · Украјина                                                             |  |  |  |
| мач екипно детаљи    | Кина · Суен Јуђе · Су Анћи · Ли На · Луо Сјаођуан                                   | Јужна Кореја · Шин А-Лам · Чои Ин-Ђонг · Ђунг Хјо-Ђунг · Чои Еун-Сук                  | Сједињене Америчке Државе · Кортни Херли · Кели Херли · Маја Лоренс · Сузи Сканлан |  |  |  |

## Биланс медаља
| Ранг        | Држава                    | Злато | Сребро | Бронза | Укупно |
| 1           | Италија                   | 3     | 2      | 2      | 7      |
| 2           | Јужна Кореја              | 2     | 1      | 3      | 6      |
| 3           | Кина                      | 2     | -      | 1      | 3      |
| 3           | Украјина                  | 1     | -      | 1      | 2      |
| 5           | Мађарска                  | 1     | -      | -      | 1      |
| 5           | Венецуела                 | 1     | -      | -      | 1      |
| 7           | Русија                    | -     | 2      | 1      | 3      |
| 8           | Немачка                   | -     | 1      | 1      | 2      |
| 8           | Египат                    | -     | 1      | -      | 1      |
| 8           | Јапан                     | -     | 1      | -      | 1      |
| 8           | Норвешка                  | -     | 1      | -      | 1      |
| 8           | Румунија                  | -     | 1      | -      | 1      |
| 13          | Сједињене Америчке Државе | -     | -      | 1      | 1      |
| Укупно (13) | Укупно (13)               | 10    | 10     | 10     | 30     |